# Bio-Cops
Pour plus de détails, voir Fiche technique et Distribution.
Bio-Cops (生化特警喪屍任務, Sheng hua te jing zhi sang shi ren wu) est un film hongkongais réalisé par Steve Cheng, sorti en 2000.

## Synopsis
Harry, un agent de la CIA, est infecté par le prototype d'un virus qui est censé créer des soldats invincibles. Il retourne à Hong Kong où il a un ami qui connaît des choses importantes sur ce virus. En se baladant, il est accosté par des membres d'une Triade et après un court combat duquel il sort vainqueur, la police arrive et les arrête tous. Pendant qu'il est en prison, le virus transforme notre agent en zombie et mord tout le monde dans la cellule. Le virus commence à se propager…

## Fiche technique
- Titre : Bio-Cops
- Titre original : 生化特警喪屍任務 (Sheng hua te jing zhi sang shi ren wu)
- Réalisation : Steve Cheng
- Scénario : Roy Szeto
- Production : Bowie Lau
- Musique : Lincoln Lo
- Photographie : Joe Chan
- Montage : Chung Wai-Chiu
- Pays d'origine : Hong Kong
- Format : Couleurs - 1,85:1 - Dolby Digital - 35 mm
- Genre : Comédie horrifique, espionnage et science-fiction
- Durée : 89 minutes
- Date de sortie : 29 novembre 2000 (Hong Kong)

## Distribution
- Stephen Fung : Marco
- Sam Lee : Frère Cheap
- Alice Chan : Bell
- Chan Wai-Ming : May
- Benny Lai : Harry
- Hui Shiu-hung : Mikey
- Frankie Ng : Frère Kow
- Ronald Wong : Milk
- Samuel Leung : Le superintendant
- Jude Poyer : Un zombie